# Пасош Чилеа
Пасош Чилеа је јавна путна исправа која се држављанину Чилеа издаје за путовање и боравак у иностранству, као и за повратак у земљу.
За време боравка у иностранству, путна исправа служи њеном имаоцу за доказивање идентитета и као доказ о држављанству. Пасош Чилеа се издаје за неограничен број путовања.

## Језици
Пасош је исписан шпанским и енглеским језиком као и личне информације носиоца.

### Страница са идентификационим подацима
- Слику носилац пасоша
- Тип („P“ за пасош)
- Код државе
- Серијски број пасоша
- Презиме и име носиоца пасоша
- Држављанство
- Датум рођења (ДД. ММ. ГГГГ)
- Пол (M за мушкарце или F за жене)
- Место рођења
- Датум издавања (ДД. ММ. ГГГГ)
- Потпис носиоца пасоша
- Датум истека (ДД. ММ. ГГГГ)
- Ауторитет